# Strukturní biologie

Struktura hemoglobinu: změna konformace deoxyhemoglobinu v oxyhemoglobin

Strukturní biologie je interdisciplinární obor, odvětví biologie na pomezí molekulární biologie, biochemie a biofyziky, jehož cílem je studium molekulární struktury biologicky aktivních makromolekul – především proteinů, nukleových kyselin, proteinových komplexů, nukleoproteinů. Strukturní biologie umožňuje podrobněji popsat formu a tvar biomolekul a určit, jakým způsobem jejich struktura ovlivňuje příslušné biochemické procesy.

## Metody
K pokročilým technikám využívaným ve strukturní biologii patří například:
- hmotnostní spektrometrie (MS)
- rentgenová krystalografie
- neutronová difrakce
- proteolýza
- spektroskopie nukleární magnetické rezonance (NMR)
- elektronová paramagnetická rezonance (EPR)
- kryoelektronová mikroskopie (cryoEM)

K dalším metodám patří například postupy bioinformatiky nebo využití počítačových simulací molekulové dynamiky.